# Pierre Senges
Pierre Senges, né en 1968 à Romans-sur-Isère, est un écrivain français.

## Biographie
Inscrit en sociologie à Grenoble, il fréquente plutôt les bibliothèques que l'université qui le déçoit. Découvrant en autodidacte la musique, il s'oriente vers le jazz, joue du saxophone puis de la guitare. Il enseigne la musique à Grenoble et donne quelques concerts avant de se consacrer entièrement à l'écriture à partir de 1990.
Il est pensionnaire de la Villa Médicis à Rome en 2012-2013, avec un projet d'écriture autour du scénariste italien Ennio De Concini.
La construction de ses livres est souvent basée sur un assemblage de séquences, numérotées à l'image des Fragments de Georg Christoph Lichtenberg. Son premier livre (Veuves au maquillage) est découpé en 499 séquences.
On pourrait dire de lui qu'il est un encyclopédiste baroque : ses ouvrages toujours foisonnants alternent  érudition et invention (Fragments de Lichtenberg), jeu sur la vérité et le mensonge (Veuves au maquillage ou La réfutation majeure), enfin alternance entre humour et ironie.
Outre ses livres, il est aussi l'auteur de fictions radiophoniques pour France Culture, France Musique et France Inter. Il a reçu plusieurs prix dont le Prix SACD Nouveau Talent Radio en 2007.
Il a participé ponctuellement à la revue Le Tigre ainsi qu'au Matricule des anges. Certains de ses textes ont également été publiés dans La Nouvelle Revue française.

## Œuvres

### Livres
- Veuves au maquillage, Verticales, 2000 ; Points Seuil. Prix Rhône-Alpes[4],[5].
- Essais fragiles d’aplomb (essai), Verticales, coll. « Minimales », 2002
- Ruines-de-Rome, Verticales, 2002 ; Points Seuil. Prix du deuxième roman 2003[6],[7].
- La réfutation majeure : version française, d'après "Réfutatio major", attribué à Antonio de Guevara (1480-1548), Paris, Verticales, 2004 (réédité, Paris, Gallimard, Folio 4647, 2007)[8].
- Géométrie dans la poussière, Patrice Killoffer (ill.), Verticales, 2004
- L’idiot et les hommes de paroles (essai), Bayard, 2005
- Sort l'assassin, entre le spectre, Verticales, 2006.
- Fragments de Lichtenberg, Verticales, 2008[9],[1].
- Les carnets de Gordon McGuffin, Nicolas de Crécy (ill.), Futuropolis, 2008.
- Les aventures de Percival : un conte phylogénétique, Nicolas de Crécy (ill.), Dis voir, 2009.
- Études de silhouettes, Paris, Verticales, mars 2010.
- Environs et mesures, Paris, Gallimard, « Le Cabinet des lettrés », avril 2011.
- Zoophile contant fleurette, Cadex, avril 2012.
- Achab (séquelles), Verticales, août 2015 (lauréat du prix de la Page 111)[10].
- Cendres des hommes et des bulletins, Sergio Aquindo (ill.), Le Tripode, septembre 2016[11].
- Projectiles au sens propre, Verticales, 2020.
- L'Art de faire naufrage : (vivacité de pesanteur), Vagabonde, mai 2021 (avec L'Art de naviguer de Antonio de Guevara).
- Un long silence interrompu par le cri d'un griffon, Paris, Verticales, 2023 (ISBN 9782072988837)
- Epître aux Wisigoths, Paris, Corti, 2023 (ISBN 9782714312891)

### Livres jeunesse
- Le singe et l'épouvantail : d'après les Fables de La Fontaine, Albertine (ill.) Genève, Suisse, Joie de lire, 2021, coll. « Livre-disque »  (ISBN 9782889085378)
- L'histoire du calife sauvé par une brindille, Rodolphe Duprey (ill.), Paris, École des loisirs, 2021, coll. « Neuf »  (ISBN 9782211309820)
- Molière : sa majesté l'acteur, Serge Bloch (ill.), Genève, Suisse, Joie de lire, 2022, coll. « Livre-disque » (ISBN 9782889085767)

### Ouvrages collectifs
- Entreprise et renoncement, in Flaubert, l'empire de la bêtise, Cécile Defaut, 2012
- L'auteur comme copiste, in Bouvard et Pécuchet : archives et interprétation, Cécile Defaut, 2014
- Quelques instants de force et de sérénité immense, in Pierre Michon. Fictions & Enquêtes, Cécile Defaut, 2015

### Livrets
- Opera (forse), musique de Francesco Filidei, créé à Rome en 2013.
- Étranges murmures à l'hôtel Larigov, créé à Paris en 2016 (Thomas Ospital, orgue ; Michel Vuillermoz, récitant)[12].
- Rhapsodie monstre, musique d'Alexandros Markeas, créé à Paris en 2017 (festival Présence).
- Maintenant, de toutes nos forces, essayons de ne rien comprendre, musique de Pierre-Yves Macé, créé à Paris en 2017.
- Le Magnifique, opéra de André Grétry, d'après Michel-Jean Sedaine, créé à l'Opéra de Reims en novembre 2022 avec la Compagnie les Monts du Reuil.
- La 1002e Nuit avec Lucien Poujade, d'après un livret de Jules Verne, créé à l'Opéra de Reims en 2023 par la Compagnie les Monts du Reuil.

### En revues
- Un exercice de style un peu vain in La Nouvelle Revue française, (pp. 222-232), n° 591, Octobre 2009.  (ISBN 978-2070127023)
- Tout est permis (Anything Goes) in La Nouvelle Revue française, n° 601, Juin 2012.  (ISBN 978-2070138296)
- Jugement Dernier (détail) in La Nouvelle Revue française, n° 606, Octobre 2013.  (ISBN 978-2070143085)
- À propos d'électrophore et de tohu-bohu in La Nouvelle Revue française, n° 610, Novembre 2014.  (ISBN 978-2070147335)
- Étude de babouche pour "Chevillard écrivant" in revue Europe (dossier Éric Chevillard), n° 1026, Octobre 2014.

### Fictions radiophoniques
- Du Baillement des livres, diffusée sur France Culture
- L'Ombre et le ver luisant, diffusée sur France Culture.
- Vers Salamanque, diffusée le 8 septembre 2004 sur France Culture.
- L'Affaire Dora Potassium, diffusée le 25 septembre 2004 sur France Culture, avec Christelle Wurmser, Michel Robin, Claude Aufaure, Philippe Magnant, Laurent Lederer, Frédéric Antoine, Amélie Jalliet, réalisée par Marguerite Gateau.
- Maître Zaccharius, adaptée de l'œuvre de Jules Verne et diffusée le 11 juin 2005 sur France Culture, avec Bernard-Pierre Donnadieu, réalisée par Myron Meerson.
- Le retour de Munchhausen, adaptée de l'œuvre de Sigismund Krzyzanowski et diffusée en septembre 2005 sur France Culture.
- Upstairs and downstairs (monter, descendre), diffusée le 6 septembre 2006 sur France Culture, avec Judith Chemla (Sonia), Marc-Henri Boisse (Max), Jean Topart (le liftier), Johanna Nizard (Aglaia), François Siener (Al Cordova), réalisée par Christine Bernard-Sugy.
- Pierre de Lune, adaptée de l'œuvre de Wilkie Collins et diffusée en septembre 2006 sur France Culture, réalisée par Myron Meerson.
- Le syndrome de Sherlock Holmes, diffusée le 9 novembre 2006 sur France Culture, avec Michael Lonsdale (Conan Doyle), René Renot (Xatson), Alain Christie (Sherlock Holmes), réalisée par Jean-Matthieu Zahnd[13].
- Sort l'assassin, entre le spectre, diffusée le 20 janvier 2007 sur France Culture, avec Thibault de Montalembert, réalisée par Jean-Matthieu Zahnd.
- Un immense fil d'une heure de temps, diffusée en octobre 2007 sur France Culture, avec Philippe Magnan, Laurent Lederer, Jonathan Cohen, Claire Nadeau, Cécile Backès, Bernard Bouillon, Chantal Neuwirth, Philippe Dormoy, Camille Garcia, Adrien Gomba-Gontard, Isabelle Antoine, Michel Froehli, Thibault de Montalembert, Christelle Wurmser, Amélie Jalliet, Benoit Giros, Jérôme Hankins, Alexandre Aubry, Antony Roullier, Frederic Antoine, Michael Lonsdale, Mohamed Rouabhi, Tatiana Erlich, Sylvie Amato, Arnaud Appredéris, Alexis Perret, réalisée par Marguerite Gateau (Grand Prix de la fiction radiophonique 2008 de la SGDL)[14].
- Quelques indices compromettants, diffusée le 6 décembre 2007 sur France Culture, réalisée par Marguerite Gateau.
- Les moustaches de Mozgovine, diffusée le 15 décembre 2007 sur France Inter (Ex-aequo pour le Grand Prix SGDL de la fiction radiophonique 2008).
- Un carnaval, des animaux, diffusée le 23 février 2008 sur France Culture, réalisée par Michel Sidoroff (Prix de la Fondation Beaumarchais 2006).
- Decubitus dorsal, diffusée le 14 juin 2008 sur France Inter, avec Delphine Bouchard (Anna Cioran), Hervé Pierre (Dr Brancusi), Thibault de Montalembert (Sigismond Valach), Christèle Wurmser (Sonia Lazar) et Yves Gerbaulet (Bogdan Milescu), Fabienne Meurquin-Maleyran (générique) réalisée par Marguerite Gateau.
- Alexandre Pouchkine, vie et mort d'un grillon, diffusée le 7 septembre 2008 sur France Inter.
- Les aventures de Tom Sawyer (1876) de Mark Twain, traduit par Bernard Hœpffner, adapté par P. Senges, avec Rémi Goutalier, Alexandre Aubry, Nicky Marbot, Ingrid Jaulin, Eleonore Simon, Martin Amic, diffusée les 10 et 17 mai 2009 dans le cadre de l'émission Enfantines sur France Culture, réalisée par M. Meerson.
- Histoire de Bouvard et Pécuchet, copistes, d'après Gustave Flaubert, avec Dominique Pinon et Philippe Magnan, réalisée par Jean-Matthieu Zahnd, 2009.
- Les Évasions de Boris Anacrouse, réalisée par Alexandre Plank, 2010.
- Rumeurs autour d'une Encyclopédie du silence, réalisée par Laure Egoroff, 2012.
- Avances et recettes, réalisée par Jean-Matthieu Zahnd, 2014.
- Le Discret et le Continu, réalisée par Jean-Matthieu Zahnd, 2016.
- Une aventure de Huckleberry Finn, de Mark Twain, traduit par Bernard Hœpffner, adapté par P. Senges, diffusée en 2016 sur France Culture, avec Ivan Cori, Jonathan Manzambi, Laurent Lederer, Marie-Christine Orry, Bernadette Le Saché, Thomas Solivérès, réalisée par Laure Egoroff[15].
- La Maison Winchester, diffusée le 14 octobre 2017 sur France Culture, avec Quentin Baillot, Mélissa Barbaud, Bernadette Le Saché, Pauline Moulène, Laurent Lederer, Antoine Sastre, Nicolas Gonzales, Damien Houssier, Elodie Huber, réalisée par Jean-Matthieu Zahnd[16].
- Comment faire disparaître une ombre, réalisation Jean-Matthieu Zahnd, 2019[17].
- Suite Gogol, par Pascal Rénéric, réalisée par Cédric Aussir, 2021.
- Les Voyages de Gulliver, libre adaptation d'après Jonathan Swift, réalisée par Laure Égoroff, 2023[18].
- L'Histoire de la petite sirène, librement inspiré de La Petite Sirène de Hans Christian Andersen, réalisée par Cédric Aussir, 2024.
- La Reine des neiges de Hans Christian Andersen, fiction France Culture avec l'Orchestre Philharmonique de Radio France, réalisée par Laure Egoroff, 2025[19].

### Disque
Collaboration
- Forse, de Francesco Filidei, par l'Ensemble 2e2m, L'Empreinte digitale, 2016

## Récompenses
- 2008 : Grand prix de la fiction radiophonique de la SGDL pour Un immense fil d'une heure de temps, France Culture
- 2015 : Prix Wepler-Fondation La Poste et Prix de la Page 111 pour Achab (séquelles) aux éditions Verticales[20],[10].